# Gustav Heller (Politiker, 1878)
Gustav Heller (* 17. Mai 1878 in Stuttgart; † 21. August 1921 in Berlin) war ein deutscher Politiker (SPD).

## Leben
Heller wurde als Sohn eines Küblers geboren. Nach dem Besuch der Volksschule absolvierte er eine Dreherlehre und arbeitete bis 1910 als Metalldreher und Mechaniker. Darüber hinaus besuchte er für vier Jahre die Kunstgewerbeschule. Als Mitglied der SPD war er gleichzeitig als Partei- und Gewerkschaftsfunktionär in Offenbach am Main tätig. Von 1910 bis 1915 arbeitete er als Expedient (Genossenschaftsbeamter) bei der Konsumgenossenschaft in Velbert, wo er Vorsitzender der Zweigstelle des Deutschen Metallarbeiterverbandes wurde. Er erhielt im März 1915 die Einberufung zum Militärdienst und wurde in der Folgezeit als Arbeiter in der Rüstungsindustrie verpflichtet, zunächst in Düsseldorf, ab März 1917 in Berlin.
Während der Novemberrevolution war Heller Mitglied der Zwölferkommission der sozialdemokratischen Betriebsvertrauensleute in Berlin und vom 10. November bis zum 23. Dezember 1918 Mitglied des Berliner Vollzugsrates. Von Dezember 1918 bis April 1919 war er Mitglied im Zentralrat der Deutschen Sozialistischen Republik. Nach der Bildung Groß-Berlins 1920 war er bis zu seinem Tode Bezirksverordneter für den Verwaltungsbezirk II (Tiergarten).
Heller war von 1919 bis 1921 Mitglied der Verfassunggebenden Preußischen Landesversammlung und wurde im Februar 1921 als Abgeordneter in den Preußischen Landtag gewählt, dem er bis zu seinem Tode angehörte. Im Parlament vertrat er den Wahlkreis 2 (Berlin). Von 1919 bis August 1921 war er Sekretär der sozialdemokratischen Landtagsfraktion.